# Lycianthes francisci
Lycianthes francisci là loài thực vật có hoa trong họ Cà. Loài này được Benítez mô tả khoa học đầu tiên năm 2000.